# Citroën C3 WRC
De Citroën C3 WRC is een rallyauto ontworpen en geproduceerd door Citroën Racing om te worden ingezet in het wereldkampioenschap rally. De auto, die de succesvolle Citroën DS3 WRC vervangt, is gebaseerd op het Citroën C3 productiemodel. De auto maakt zijn debuut in het seizoen 2017 met rijders Craig Breen, Stéphane Lefebvre en Kris Meeke, met Khalid Al-Qassimi als vierde inschrijving in geselecteerde rally's. Het debuut van de auto komt samen met de introductie van nieuwe technische reglementen binnen de sport. 

## Specificaties
| Citroën C3 WRC        | Citroën C3 WRC | Citroën C3 WRC                                             |
| --------------------- | -------------- | ---------------------------------------------------------- |
| Carrosserie           | Merk           | Citroën                                                    |
| Carrosserie           | Type           | DS3 WRC                                                    |
| Carrosserie           | Body           | Monocoque, 3-deurs                                         |
| Afmetingen en gewicht | Lengte         | 4128 mm                                                    |
| Afmetingen en gewicht | Breedte        | 1875 mm                                                    |
| Afmetingen en gewicht | Wielbasis      | 2540 mm                                                    |
| Afmetingen en gewicht | Gewicht        | 1190 kg                                                    |
| Technisch             | Motor          | 4 in lijn cilinder, 16-kleppen                             |
| Technisch             | Motor positie  | voor, transvers                                            |
| Technisch             | Capaciteit     | 1600 cc                                                    |
| Technisch             | Boring × Slag  | 84 × 72 mm                                                 |
| Technisch             | Vermogen       | 380 pk/6000 tpm                                            |
| Technisch             | Max. koppel    | 400 Nm/4500 tpm                                            |
| Technisch             | Verbranding    | directe injectie met turbo                                 |
| Technisch             | Aandrijving    | 4WD                                                        |
| Technisch             | Differentieel  | centraal voor en achter mechanisch hydraulisch-aangedreven |
| Technisch             | Ophanging      | McPherson struts                                           |